# 2005年金馬國際影展
2005年金馬國際影展是在2005年11月4日至11月25日，於臺灣的基隆及台北兩座城市舉辦。本屆國際數位短片競賽總共入圍的45部。

## 簡介
參展影片如下：
- 犬童一心《彩虹下的幸福》
- 崔洋一《血与骨》
- 賈克·歐迪亞《我心遺忘的節奏》
- 王小帥《青紅》

焦點演員：淺野忠信

## 外部連結
- 金馬國際影展（页面存档备份，存于）